# Dissing+Weitling
 Der er for få eller ingen kildehenvisninger i denne artikel, hvilket er et problem. Du kan hjælpe ved at angive troværdige kilder til de påstande, som fremføres i artiklen.

Dissing+Weitling er et dansk arkitektfirma, der er grundlagt 1971 af arkitekterne Hans Dissing og Otto Weitling. Tegnestuen, der er kendt for sin nordiske og minimalistiske æstetik, er en videreførelse af Arne Jacobsens tegnestue. Tegnestue har dermed en unik firmahistorie og specialviden om Arne Jacobsens bygninger, designs og metoder. I virksomhedens første år fuldførte Dissing+Weitling de mange projekter startet under Arne Jacobsen. Med opførelsen af rådhuset i Mainz, feriecenteret på Femern og Den Danske Ambassade i London fortsatte Dissing+Weitling med at arbejde internationalt, og allerede i 1972 vandt tegnestuen de første internationale konkurrencer i eget navn: IBM-center i Hamburgs City Nord og Kunstsammlung Nordhrein-Westfalen i Düsseldorf.
I dag arbejder tegnestuen fortsat internationalt og har projekter i mere end 40 lande. Ekspertisen omfatter både nybyg, renovering, og bro- og mobiltetsprojekter. Porteføljen omfatter ikoniske byggerier som Nationalbanken, Storebæltsbroen og Cykelslangen. 
Tegnestuen har vundet mange priser for arkitektur og design i ind- og udland. AIR-titanium-brillen fra 1985 udført for Lindberg Optik er et eksempel på et prisbelønnet design.
Hans Dissing døde i 1998, og Otto Weitling trådte ud af firmaet i 2002. Fra 2002 til 2009 har partnerne været Pouli H. Møller (f. 1954), Daniel V. Hayden (f. 1961), Stig Mikkelsen (f. 1956) og Steen S. Trojaborg (f. 1952). I 2009 udtrådte Pouli H. Møller som partner og direktør, i 2012 udtrådte Stig Mikkelsen som partner, og i dag fungerer Steen S. Trojaborg som den administrerende direktør i samarbejde med Daniel V. Hayden.
Siden tegnestuen gik ind i brodesign i slutningen af 80'erne har de tegnet nogle af de største kendetegn i Danmark: Storebæltsbroen og Øresundsbroen. Tegnestuen var også skarpt med i konkurrencen om Femernbroen. Dissing+Weitling er i slutningen af 00'erne begyndt at interessere sig for bæredygtigt design og har bl.a. tegnet Crowne Plaza Copenhagen Towers, som senere har vundet den internationale Ecotourism Award for verdens grønneste hotel.

## Værker

### Af Hans Dissing og Otto Weitling (indtil 1971 sammen medArne Jacobsen)
- Feriecentret IFA, Burg auf Fehmarn, Slesvig-Holsten, Vesttyskland (1967-72, 1. præmie i konkurrence)
- HEW (Hamburgische Elektricität-Werke), i dag Vattenfall Europe, Überseering 12, Hamburg-Winterhude, Hamborg, Vesttyskland (1968-72, 1. præmie i konkurrence, tildelt Hamborgs arkitekturpris)
- Danmarks Nationalbank, Havnegade 9, København (1968-1976)
- Stadtmittelpunkt Castrop-Rauxel, Vesttyskland: Rådhus, teater (1971-76) samt Europahalle (1985)
- Central Bank of Kuwait, Kuwait (1973-76)
- Administrationsbygning for IBM, Hamburg, City Nord, Hamburg, Vesttyskland (1975-76, 1. præmie 1972)
- Rådhus i Mainz, Vesttyskland (1970-73, 1. præmie 1967-68)
- Danmarks Ambassade, Sloane Street, London, Storbritannien (1977)
- Novo Industri S/S, Hallas Allé, Kalundborg (1971-75, 1979)
- Hvidøre Hospital, Klampenborg, indretning og tilbygning for Novo Nordisk (1975)
- Restaurering og ombygning af Københavns Hovedbanegård: Balkoner (1976-79), Interrailcenter (1984), post-og politikontor (1988), perronnedgange (1983 og 1992)
- Restaurering af pakhus, Ovengaden neden Vandet 45, Christianshavn, København (1978)
- Novo Industri A/S, Novo Allé, Bagsværd (1979)
- Teerhof, boligbyggeri i Bremen, Vesttyskland (1979, 1.pr. 1977/78)
- Kontorindretning for B&W Diesel A/A (1983) og Kreditforeningen Danmark, Center Syd, Stamholmen 161, Hvidovre (1984)
- Rådhus i Neumünster, Slesvig-Holsten, Vesttyskland (1984, 1. præmie 1977)
- Volksbank Neumünster, Slesvig-Holsten, Vesttyskland (1985, 1. præmie 1981)
- Iraks Nationalbank, Bagdad, Irak (1981-85)
- Kunstsammlung Nordrhein-Westfalen, Grabbeplatz 5, Düsseldorf, Nordrhein-Westfalen Vesttyskland (1986, 1. præmie 1975)
- Gentofte Tennisklub, Gentofte (1986)
- Medborgerhus i Nykøbing Sjælland (1987)
- Kurmittelhaus, Feriecentret IFA, Burg auf Fehmarn, Slesvig-Holsten, Vesttyskland (1987)
- Telekomunikationstårn, Hannover, Vesttyskland (1988-92)
- Formgivning af Storebæltsbroen, portalbygninger og tekniske bygninger til østtunnel (1988-1998)
- Kulturhus i Rødovre, Rødovre Parkvej (1988-89, 1. præmie 1988)
- Forskningslaboratorium for Novo Nordisk A/S, Måløv (1988-91)
- Administration og laboratorium for DMU, Roskilde (1989-91)
- Teknisk-medicinsk center i Castrop-Rauxel, Vesttyskland (1990-92)
- Storebæltsbroen (1991-1998)
- Øresundsbroen (1994-2000)
- Poole Harbour Bridge (1. præmie i konkurrence 1996)
- Det humanistiske fakultetsbibliotek under Det Kongelige Bibliotek, 1. etape, Københavns Universitet Amager, Njalsgade (1996-97)
- Langelinie i Horsens (1999)
- MT Højgaard-hovedsædet i Gladsaxe (2000)

### Projekter
- Mainz City Hall (1971)
- K20 Art Gallery

- Nyanlæg ved Bellevue Strand (1972)
- Projekt til geriatrisk revalideringscenter ved Heidelberg (1977)
- Skitseforslag til bevarende sanering af karreer: Idéplan 77 for City, København (1977)
- B&W-grunden, Christianshavn: boliger, erhverv, hotel (1987)

### Konkurrencer i øvrigt
- Sprengel Kunstmuseum, Hannover (1972, 3. præmie)
- TV-center, Mainz, Vesttyskland (1974)
- Byplanlægning, Sulaibikhat, Kuwait (1975)
- Udenrigsministeriet på Asiatisk Plads, København (1976)
- Storcenterområde og regionalplan, Høje Tåstrup (1978)
- Byplan for et boligområde og Naturhistisk Museum i München, Vesttyskland (1980, 1. præmie)
- Projekt "Airborne" i indbudt skandinavisk konkurrence om administrationsbygn. i Frøsundavik (1984-85)
- Boligbebyggelse på Østre Gasværk, København (1987, 2. præmie)
- Udstillingsbygning i Bonn, Vesttyskland (1986)

### Industrielt design
- Diagnoseudstyr for Novo Dianostic System A/S (1980, tildelt ID Prisen 1981)
- Skiltesystemet Signline (1984)
- Air-Titanium brillesystem (1985, tildelt ID Prisen 1989)

### Større projekter efter Weitlings udtræden 2002
- Tradeston Bridge (2009)

- Det humanistiske fakultetsbibliotek under Det Kongelige Bibliotek, 2. etape, Københavns Universitet Amager, Njalsgade (2005-08)
- Nelson Mandela Bridge, Johannesburg (2003, 1. præmie i konkurrence 2002)
- Ombygning af Ny Carlsberg Glyptotek (2004-06)
- Åbuen, broen over Ågade, København (2005-08, 1. præmie i konkurrence 2005)
- Bryggebroen, Islands Brygge (2006)
- DR Byen, Segment 2, Nyhedshuset (2006)
- Crowne Plaza Copenhagen Towers hotel (2009)
- Rambøll Hovedsæde, Ørestaden (2010)
- New Forth Crossing Brigde, Edinburgh, Skotland (2011-2016)
- Royal Golf Center, Ørestaden (2011)
- ECCO Hotel- og konferencebygning, Tønder (2011-2012)